# Munden House
Munden House et son domaine sont situés entre Watford, Radlett et Bricket Wood dans le comté de Hertfordshire, en Angleterre. C'est un bâtiment classé Grade II. Un gué sur la rivière Colne se trouve juste à côté du Hertfordshire Way à Munden House.
C'est le siège de la famille de l'hon. Henry Holland-Hibbert, vicomte Knutsford, seigneur du manoir de Bricket Wood Common.
Le pavillon de la rivière se trouve sur le Hertfordshire Way, près de Munden House, au bout d'une section de chemin qui semble avoir été une avenue menant à la maison.
Il est utilisé comme lieu de tournage pour des productions comme Mrs Dalloway, Rosemary & Thyme (comme "Engleton Park" dans l'épisode de 2004 "Swords into Ploughshares"), Midsomer Murders, Poirot, Jonathan Creek, Endeavour et Silent Witness.